# 8954 Baral
8954 Baral eller 1998 FK62 är en asteroid i huvudbältet som upptäcktes den 20 mars 1998 av LINEAR i Socorro County, New Mexico. Den är uppkallad efter Jessika Baral.
Asteroiden har en diameter på ungefär 5 kilometer.